# Arum palaestinum
Arum de Palestine
« Arum de Palestine » redirige ici. Pour les autres significations, voir Arum et Palestine.
Espèce
Classification phylogénétique
L'arum de Palestine (Arum palaestinum) est une espèce de plantes à fleurs herbacée vivace de la famille des Aracées, endémique de la Palestine (également connue sous le nom de « calla noire » ou Kardi).
Elle a été naturalisée en Amérique du Nord, en Afrique du Nord, en Europe, en Asie occidentale et en Australie.
La famille des Aracées comprend d'autres plantes bien connues telles que Anthurium, Caladium et Philodendron.
Arum palaestinum est peut-être mieux connu pour sa longue histoire au Moyen-Orient comme nourriture et pour son utilisation dans la médecine traditionnelle du Moyen-Orient.

## Description

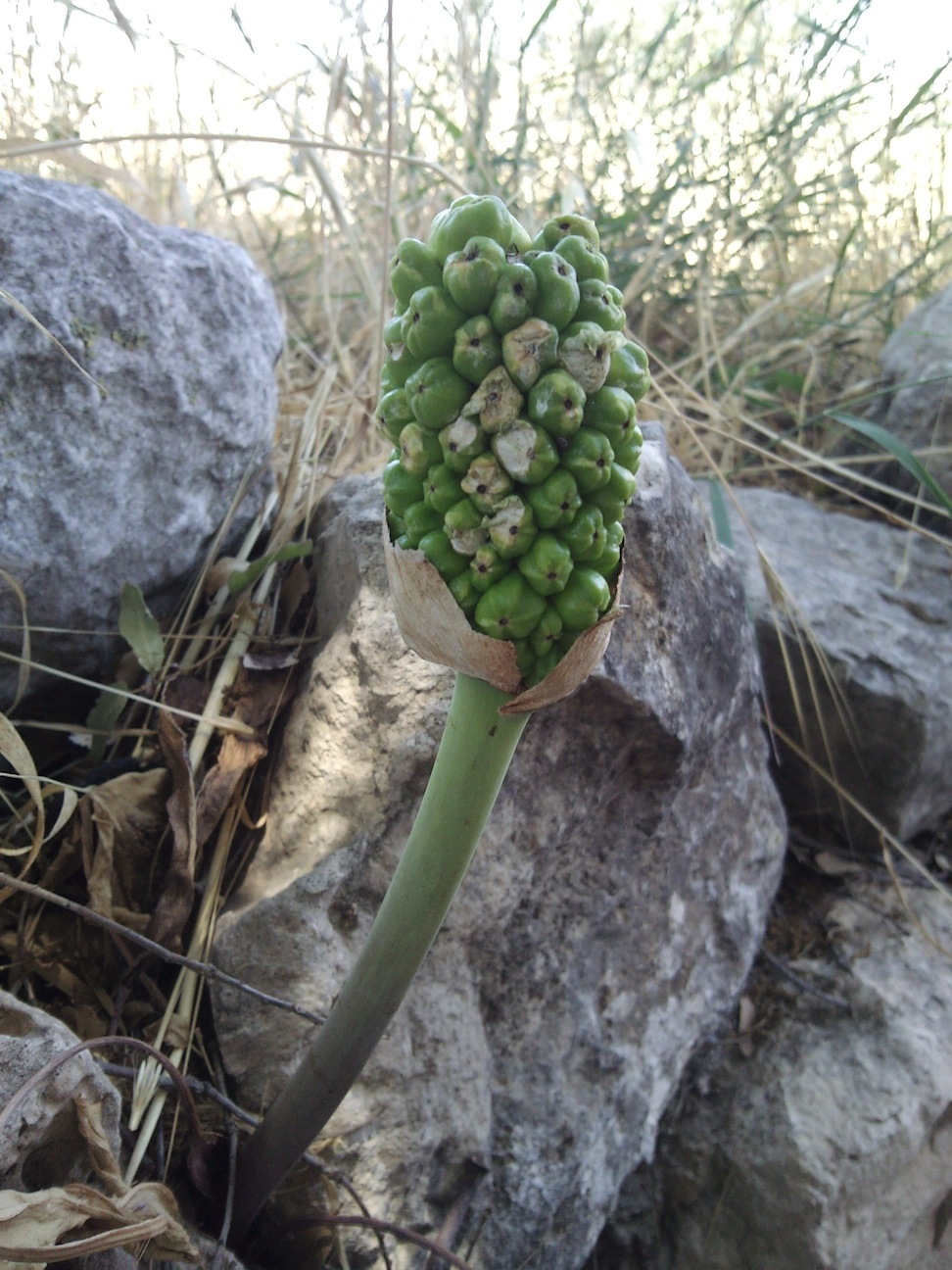
Fruits d'Arum palaestinum.

Elle atteint 10-25 centimètres de hauteur et fleurit de mars à avril. La fleur est constituée d’un axe d'inflorescence, d'une couleur entre le noir et le pourpre foncé, avec de minuscules fleurs, et d’une spathe enroulée en forme de cornet d'une couleur brun rougeatre,. Comme d'autres plantes du genre Arum, sa forte odeur attire les mouches, qui assurent la pollinisation. Alors que la plupart des autres membres de la famille sentent le fumier et la charogne, cette plante peut aussi sentir le fruit pourri. Le fruit contient des graines qui sont généralement consommées et dispersées par les oiseaux (ornithochorie).

## Histoire
Des dessins gravés de diverses espèces d'Arum sont vus dans le Temple de Thoutmosis III à Karnak (Égypte), décrivent la plante lorsqu'elle a été apportée de Canaan en 1447 av. J.-C.
La plante est également mentionnée dans la Mishnah, où sa culture et son utilisation en tant que nourriture ont été décrites,.
L'enquête de Theophrastus sur les plantes a décrit la nécessité de lessiver les racines et les feuilles avant qu'elles puissent être mangées.

## Toxicité
Arum palaestinum est toxique à faibles doses, et cela a été traditionnellement considéré comme dû aux sels d'oxalate,.
Les symptômes causés par l'exposition à la plante crue comprennent l'irritation des muqueuses et des brûlures. La consommation de doses plus importantes provoque des nausées, diarrhées et des crampes. L'exposition sur la peau peut provoquer une irritation, elle est à manipuler avec des gants.

## Usages

### Médecine traditionnelle
Dans la médecine traditionnelle chez les Arabes en Palestine, les extraits d'Arum palaestinum ont été utilisés comme remède contre le cancer, les vers intestinaux, les infections des plaies ouvertes, les obstructions des voies urinaires et les calculs rénaux,. Les Juifs en Irak l'ont traditionnellement utilisé pour traiter les vers, les plaies de la peau, la syphilis, les rhumatismes, la tuberculose et la diarrhée. Il a également été utilisé comme remède contre la toux et la constipation.
Les données ethnobotaniques ont montré qu'Arum palaestinum était l'une des plantes les plus couramment utilisées en Cisjordanie, notamment utilisée par plus de la moitié des personnes interrogées.

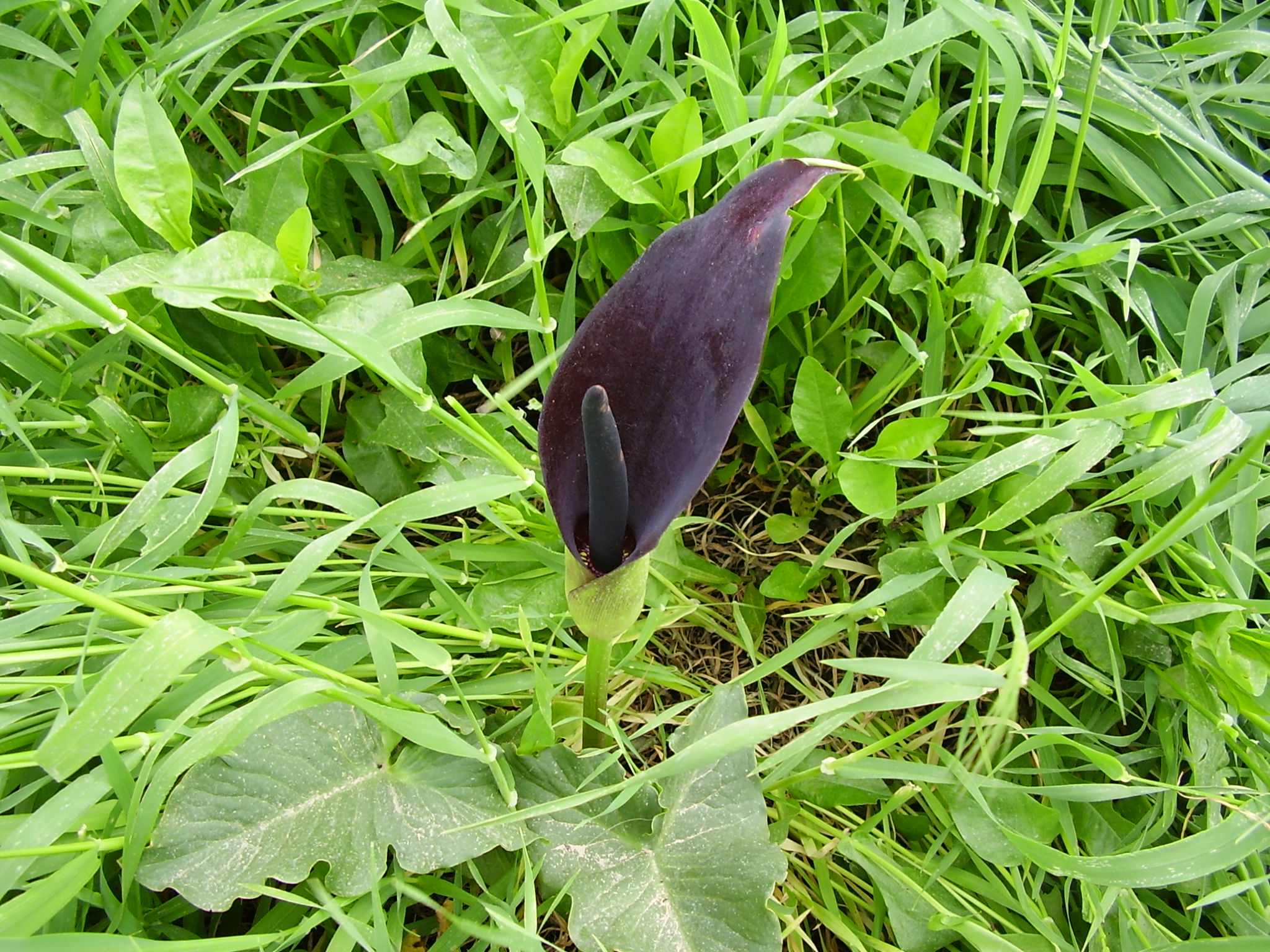
Arum palaestinum

### Culinaire
En Israël, on utilise les feuilles de la plante dans la cuisine, à Jérusalem et sa région notamment, elle est communément consommée sous forme d'un ragoût, dans la soupe aux lentilles ou haricots, en accompagnement des viandes et du kebbeh.
Plus généralement dans la cuisine du Moyen-Orient, les feuilles sont coupées et soigneusement cuites avec du citron ou de l'oseille,,.
Elle est généralement consommée avec du pain plat ou du boulgour, et aurait un goût similaire à la bette à carde,.